# نیکولا گرویفسکی
نیکولا گرویفسکی (مقدونی: Никола Груевски؛ زاده ۳۱ اوت ۱۹۷۰) یک سیاست‌مدار اهل جمهوری مقدونیه است.